# Procés Kraft
El  procés Kraft , també conegut com a procés al sulfat , és usat en la producció pasta de cel·lulosa. El seu nom deriva de l'alemany Kraft, que significa 'força'. En la literatura apareix tant en majúscules com en minúscules, per la particularitat de la llengua alemanya de majuscular tots els substantius. Va ser desenvolupat pel suec Carl Dahl el 1884 i actualment es fa servir per al 80% del paper produït a nivell mundial.

## Descripció
El procés implica la utilització d'hidròxid de sodi i sulfur de sodi per extreure la lignina de les fibres de fusta en grans recipients a pressió anomenats digestors. El líquid que se separa, anomenat licor negre, és concentrat per evaporació i cremat en una caldera per a generar vapor d'alta pressió, que pot utilitzar per a les necessitats de vapor de la planta o per a la producció d'energia elèctrica. Les plantes modernes són més que autosuficients en la producció d'energia.
La porció inorgànica del licor està usada per recuperar l'hidròxid de sodi i el sulfit de sodi necessari per a la producció. En el cas de fusta de coníferes, una substància sabonosa s'obté com a subproducte de l'evaporació, aquest sabó està acidificat per produir oli de pi, una font de resines, àcids grassos i altres químics. També s'obté aiguarràs.

## Impacte mediambiental
Subproductes derivats del sulfur d'hidrogen i altres compostos volàtils sulfurats són la causa de pol·lució olfactiva força desagradable característiques de plantes velles. No obstant això, en les plantes modernes aquesta només és perceptibles durant els talls de manteniment o en altres esdeveniments poc freqüents. Així mateix, les emissions de diòxid de sofre, causants de pluja àcida, són molt menors que en plantes que utilitzen altres processos. La pasta produïda amb els procediments moderns en surt més fosca, de manera que el blanqueig ha de ser més eficient.
En l'actualitat, els efluents generats són tractats biològicament en depuradores abans que les aigües usades s'evacuïn al clavegueram o als rius.